# Муто
Муто или Матан I е цар на Тир в годините 829—821 пр. Хр.
В античната литература се среща и с имената Мутон, или Метон, а Менандер Ефески го нарича - Метен, или Мет.
Муто е баща на легендарната основателка на Картаген – Дидона.
Вергилий го нарича - Бел (виж и Бел (митология)).
В античната митология, Муто е цар на Тир и баща както на Дидона, така и на Пигмалион..